# Frontul român (1944)

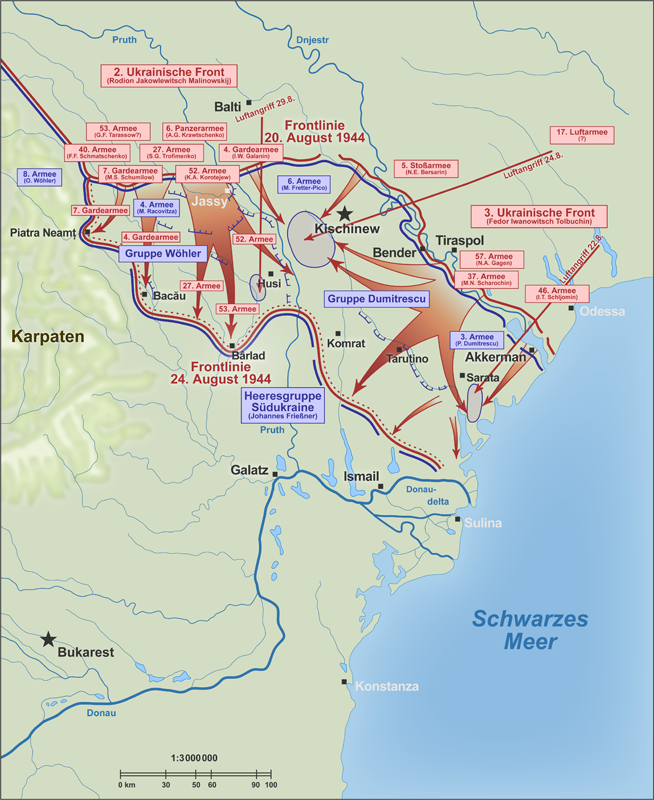
Ofensiva pe frontul românesc a trupelor conduse de generalii Gheorghe Avramescu și Petre Dumitrescu și înaintarea trupelor sovietice din 20, 21, 22 și 23 august 1944.

Frontul Român în timpul celui de-al Doilea Război Mondial opunea:
- din martie 1944 până în 23 august 1944 - forțele Axei Roma-Berlin-Tokyo pe de o parte, cuprinzând trupele Wehrmachtului, Ungariei precum și Armata Română, iar pe de altă parte Armata Roșie și cele două divizii de voluntari români constituite în U.R.S.S. din prizonieri de război români care au trecut de partea inamicului și comuniști români refugiați în U.R.S.S. - Divizia „Tudor Vladimirescu” și Divizia „Horea, Cloșca și Crișan”,
- din 24 august 1944 - forțele Axei, adică trei armate germane (a 2-a, a 6-a și a 8-a) și două maghiare (a 2-a și a 3-a), împotriva Armatei Române (care se alăturase Aliaților) și Armatei Roșii Sovietice - al doilea și al treilea Front (Grup de Armate] ucrainean.

Frontul român din al Doilea Război Mondial, vara anului 1944.

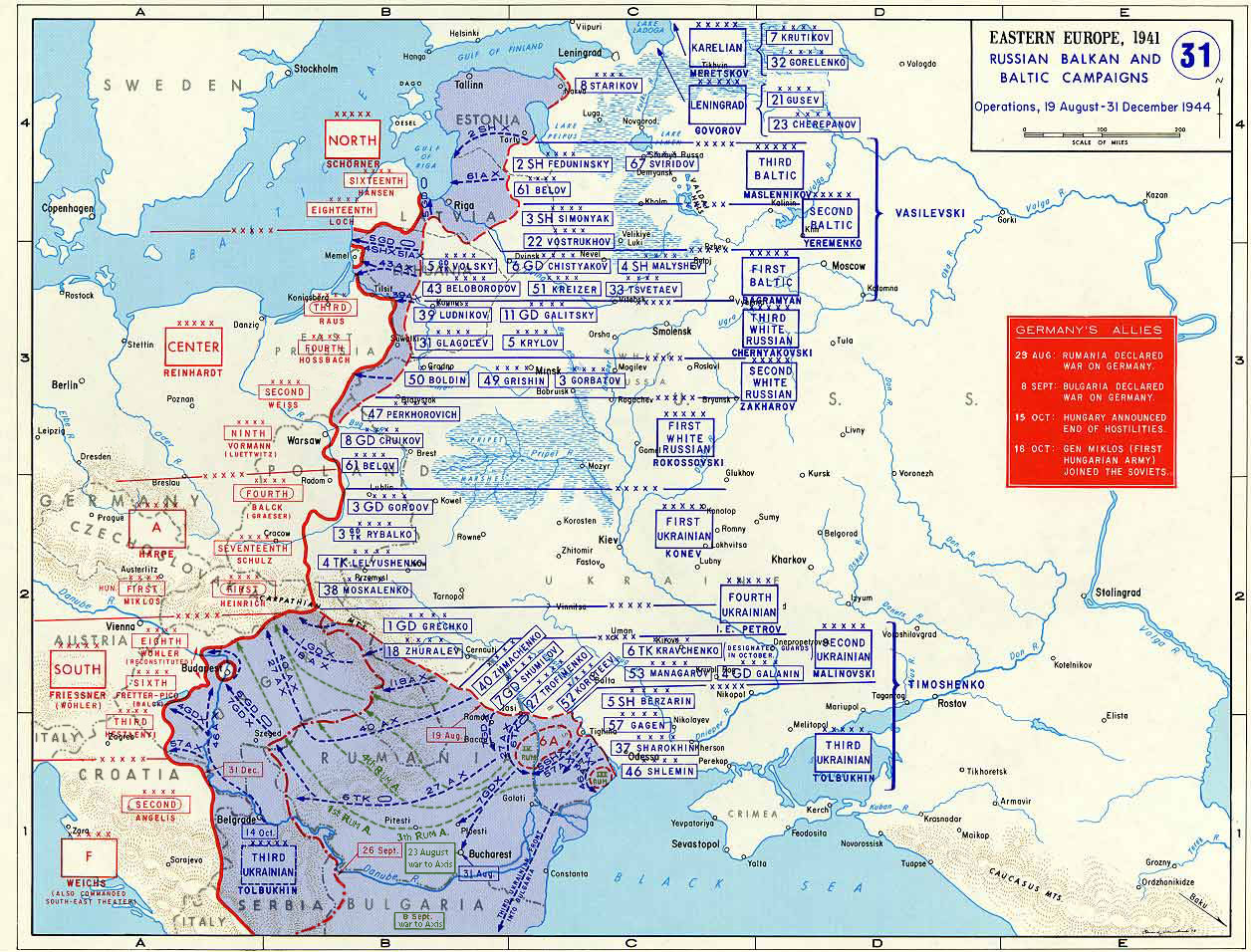
Frontul de Est din 19 august până în 31 august 1944: în albastru, teritoriul cucerit de sovietici în sud-estul Europei în urma inversării frontului românesc. În originalul american al acestei hărți, granițele sunt parțial incomplete și doar trupele sovietice sunt afișate pe partea aliată.

## Context
Regatul României a participat la al Doilea Război Mondial din 22 iunie 1941 până la 9 mai 1945: până în 22 august 1944 regimul fascist Antonescu a luptat alături de Puterile Axei, în timp ce două divizii („Tudor Vladimirescu” și „Horea, Cloșca și Crișan”) și unele unități ale flotei și aviației au luptat de partea Aliaților. Din 23 august 1944, întreaga țară a trecut de partea Aliaților.
- 473.000 de soldați români au luptat alături de germani împotriva URSS. Dintre forțele Axei, acesta este cel mai mare contingent după cel al Germaniei[2]. Operațiunile militare ale forțelor terestre române împotriva URSS le-au purtat spre est, până în sud-vestul Regiunii Astrahan, în Kalmîkia (toamna anului 1942). 139.000 soldați români s-au predat sau au fost luați prizonieri în bătălia de la Stalingrad, dintre care aproximativ un sfert se vor alătura diviziilor „Tudor Vladimirescu” și „Horea, Cloșca și Crișan”, jumătate vor relua războiul în Armata română după ce România se va alătura Aliaților, ultimul sfert vor rămâne și vor muri în captivitate[3].
- 397.000 de soldați români au luptat de partea sovieticilor împotriva Puterilor Axei. Acesta este cel mai mare contingent după cele ale Statelor Unite ale Americii, URSS și Imperiului Britanic[2]. Campania militară a forțelor terestre române alături de Armata Roșie a continuat spre vest până la periferia orașului Praga, în Cehoslovacia.

## Desfășurarea acțiunilor
.

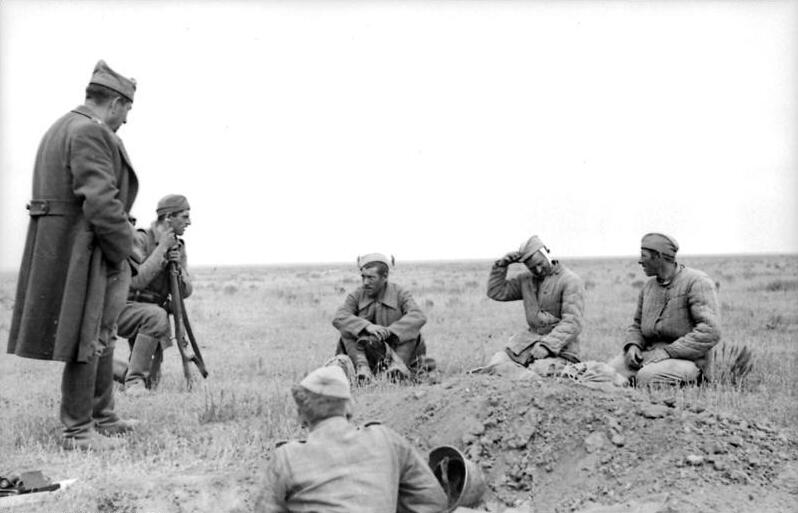
Militari din Armata Română și Armata Roșie discută în apropiere de Stalingrad în 1942: cei din urmă sunt, teoretic, prizonierii primilor, dar pentru scurtă vreme: românii vor fi în curând înrolați în diviziile „Tudor Vladimirescu” și „Horea, Cloșca și Crișan”

În martie 1944, Frontul de Est al Axei s-a retras, ca urmare a ofensivei Armatei Roșii (al 2-lea și al 3-lea Front ucrainean). După un prim avans parțial în România, sovieticii au stabilizat frontul timp de cinci luni în nordul Moldovei și și-au concentrat forțele mai la nord, pentru a avansa spre Polonia, întrucât stiau ca misiunea clandestină inter-aliată Autonomus a serviciului de informații britanic (SOE) se afla la București:33, în contact cu suveranul român Mihai I care negocia, la Ankara și Cairo, prin intermediul principelui Barbu Știrbei și al prințesei Martha Bibescu, trecerea României de partea Aliaților. Stalin așteptând așadar ca România „să cadă ca un fruct copt”, ceea ce s-a întâmplat la 20 august 1944, când generalii români Gheorghe Avramescu și Petre Dumitrescu au deschis frontul pentru sovietici. După ce românii au înregistrat 8.300 de morți, 25.000 de răniți și 25 de avioane pierdute, generalii români au fost acuzați de trădare, fiind înlocuiți, pentru câteva ore, de Ilie Șteflea, un general loial mareșalului Ion Antonescu, aliatul lui Hitler, chiar în ziua arestării dictatorului în timpul loviturii de stat din 23 august 1944. Între 20 și 23 august, Armata Roșie a avansat aproximativ 50 de kilometri, creând suficientă panică în rândurile statului major român încât să-i permită regelui Mihai I să-l aresteze pe Antonescu, la 23 august 1944, în timp ce la Stockholm, ambasadorul României Frederic Nanu și atașatul său Neagu Djuvara propuneau Aliaților un armistițiu, prin intermediul ambasadorului sovietic Alexandra Kollontai.
La București, Regele Mihai I și guvernul român au propus ambasadorului german Manfred von Killinger capitularea fără lupte a forțelor germane prezente pe pământ românesc. Von Killinger a refuzat, iar România, acum guvernată de generalul Sănătescu, a decretat încetarea unilaterală a războiului împotriva Aliaților, a declarat război Germaniei și Ungariei, fără să aștepte răspunsul Aliaților la cererea sa de armistițiu. Armata română a primit ordinul de a se angaja în acțiuni ofensive împotriva forțelor germane și maghiare pentru „eliberarea pământului românesc”.

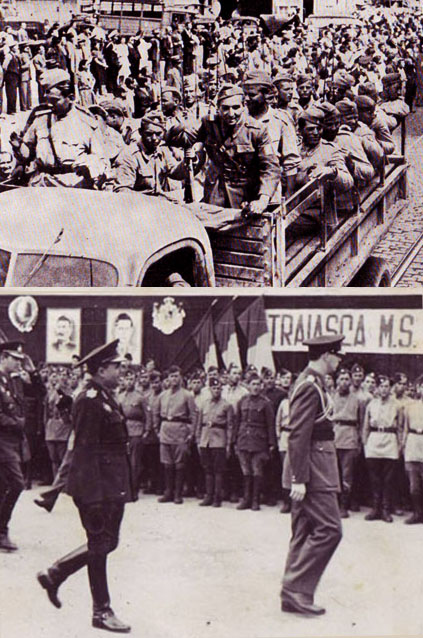
sus: Divizia „Tudor Vladimirescu” la intrarea în București, la sfârșitul lui august 1944.
jos, trecerea în revistă a trupelor de către regele Mihai I, la începutul lunii septembrie

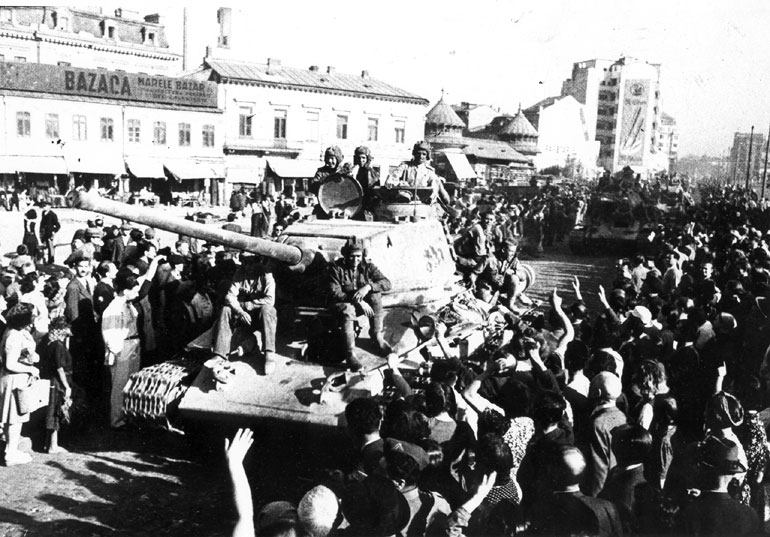
Primită ca eliberator de bucureștenii antigermani (dar cu suspiciune de cei care se temeau de comunism), Armata Roșie a intrat la rândul ei în București la începutul lui septembrie 1944

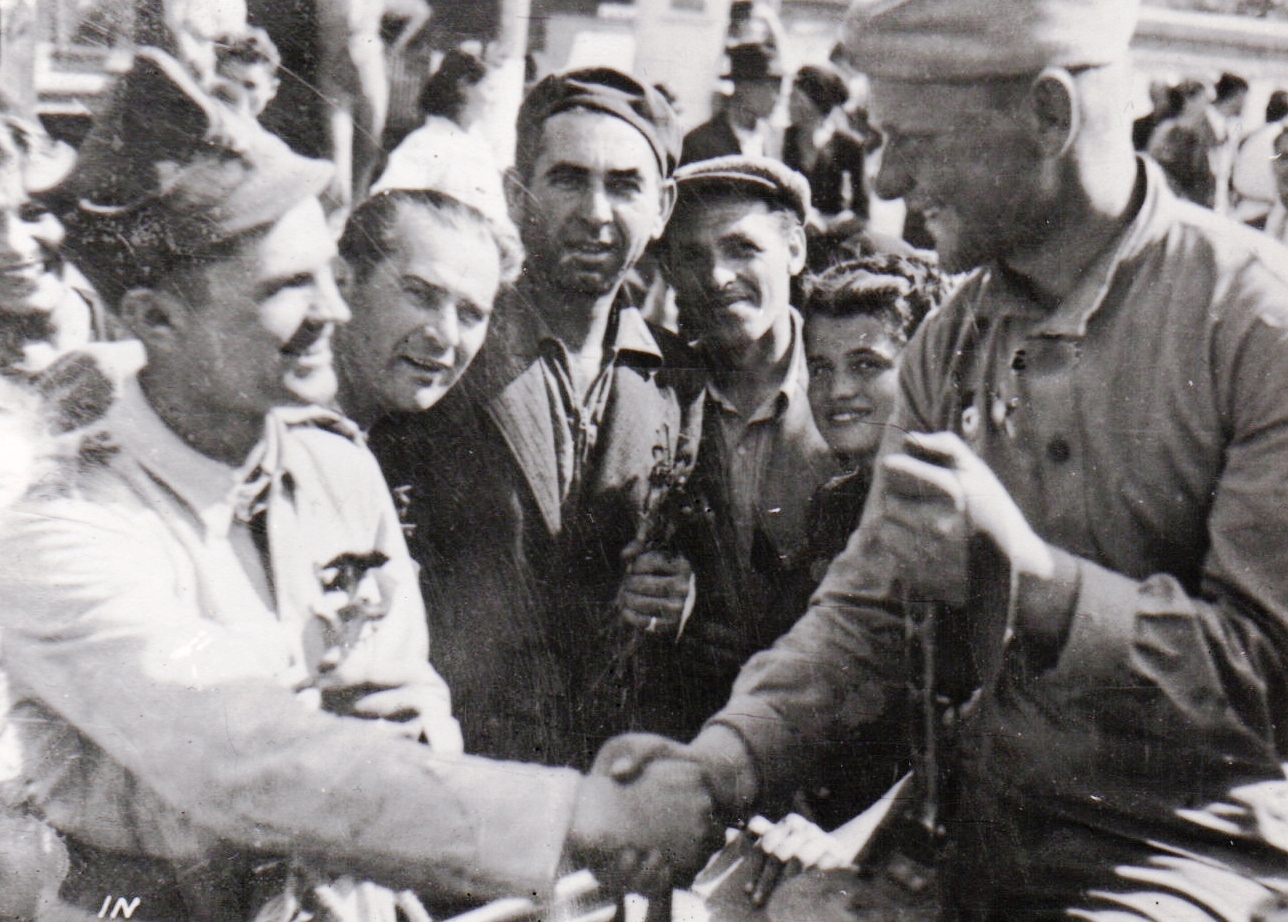
Fraternizarea dintre Armata Română și Armata Roșie, reală pe frontul antigerman, era evidențiată de mass-media, dar ofițerii sovietici continuau să fie precauți față de români, în timp ce NKVD-ul sporea numărul arestărilor

Începând cu 24 august 1944, forțele române de pe frontul sovietic, uneori întărite cu voluntari din mișcarea de rezistență, au lansat ofensive împotriva pozițiilor Axei. Armata Roșie a avansat în urma lor sau alături de ei, iar linia frontului s-a deplasat 700 km spre sud-vest într-o săptămână. Dintre forțele aliate, România avea al patrulea contingent ca mărime după cele din URSS, Statele Unite și Regatul Unit. Situația în cancelarii era diferită, răspunsurile URSS, Statelor Unite și Regatului Unit s-au lăsat așteptate până în 12 septembrie 1944, iar Aliații continuau să considere România drept țară inamică. Ca urmare, pe durata acestei așteptări (trei săptămâni) gările, porturile, orașele Ploiești și București au fost bombardate succesiv atât de către Stuka-urile Luftwaffe de la Băneasa (la nord de București), cât și de bombardiere grele americane de la Foggia și de forțele aeriene sovietice. Armata germană, la fel ca Armata Roșie considerându-se pe teren inamic sau pe teritoriu ocupat, a practicat jafuri și violuri sistematice. Armata română, care trebuia să respingă contraatacurile germane, a continuat să fie atacată de Armata Roșie, deși i se ordonase să nu se apere. Sovieticii au capturat numeroase echipamente și au continuat să facă prizonieri, la fel ca și germanii.
În această perioadă, forțele Axei au opus o rezistență variabilă, în funcție de locație: era puternică în zona aerodromurilor Luftwaffe cu sediul în România (Luftflotte 4 bombarda gările românești și orașul București), porturilor de la Dunăre (importante pentru Kriegsmarine) și mai sporadică în alte zone. Wehrmacht-ul și forțele maghiare își protejau efectiv retragerea, încercând să repatrieze cât mai mult material posibil și aplicau „tactica pământului pârjolit”.
La 12 septembrie 1944, armistițiul a putut fi semnat în cele din urmă la Moscova de către principele Barbu A. Știrbei, același care, la Ankara, negociase cu Aliații și încercase în zadar să obțină o debarcare anglo-americană în Balcani.
Atât înainte, cât și după armistițiu, mulți ofițeri români superiori au fost arestați de NKVD și duși în prizonierat în URSS unde au fost judecați după comportamentul lor sub ordinele regimului Antonescu în războiul antisovietic, mulți au ajuns în Gulaguri și nu s-au mai întors niciodată. Dintre cei 140.000 soldați luați prizonieri (adesea unități întregi), majoritatea soldaților simpli au fost eliberați după 12 septembrie 1944 (unele unități au fost luate prizoniere doar pentru câteva ore) și s-au întors pe frontul antigerman, dar majoritatea ofițerilor nu s-au ami întors din captivitate. Alții, pe de altă parte, simpatizanți ai cauzei sovietice, au fost promovați în locul celor dispăruți, iar 58 de ofițeri superiori au primit cea mai înaltă distincție sovietică, Ordinul Victoriei. Treptat, forțele române au fost reorganizate și plasate sub Înaltul Comandament sovietic, în timp ce forțele navale și forțele aeriene au fost direct integrate în unitățile sovietice, adică confiscate. Echipamentele armatei române confiscate de sovietici (inclusiv după 23 august) le-au rămas la dispoziție, la fel ca cele capturate de români de la germani și maghiari, precum și prizonierii germani sau maghiari luați de armata română.

## Consecințe

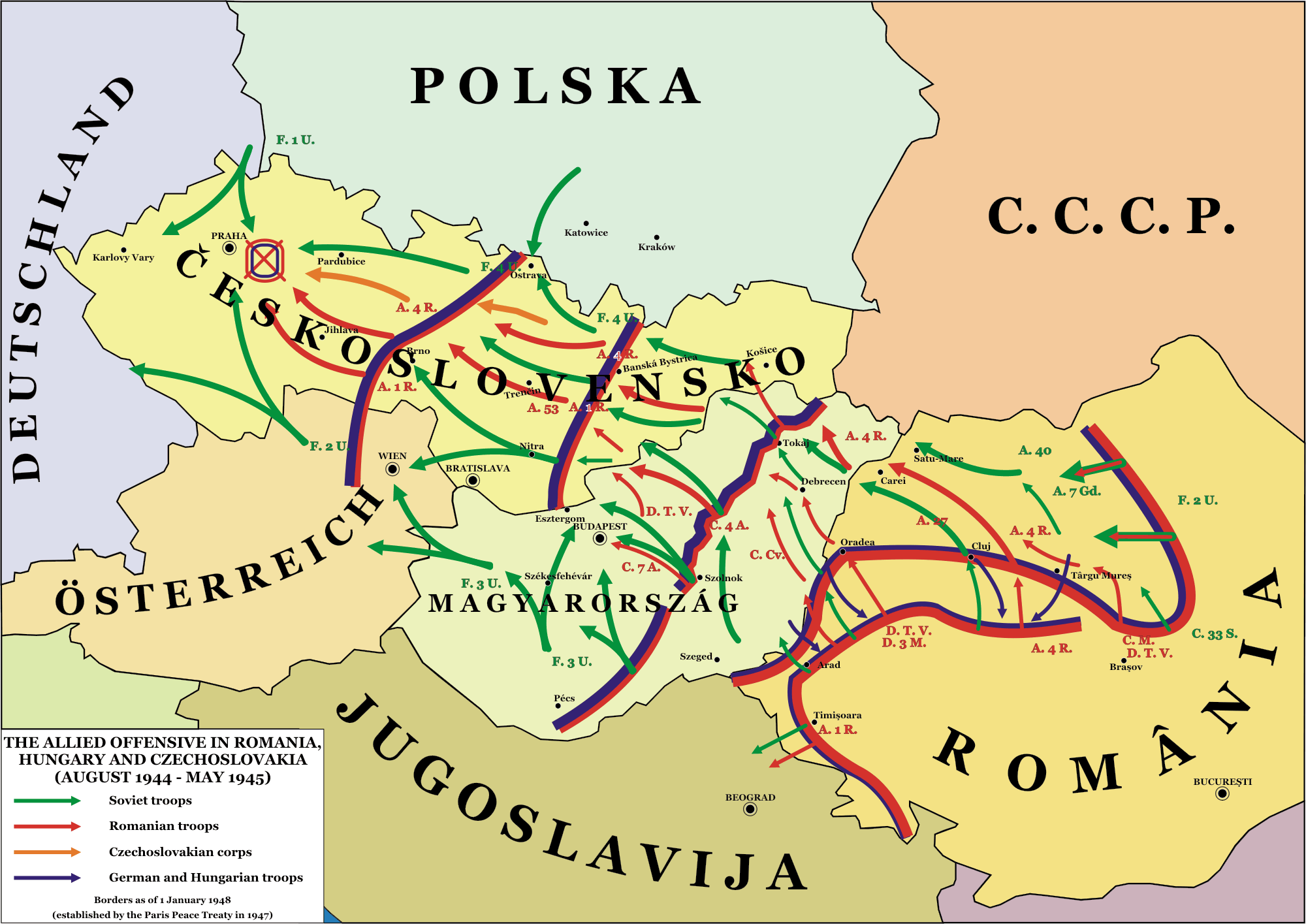
Acțiunile Armatei române (în roșu) împotriva Axei de partea Aliaților din 24 august 1944 până în 7 mai 1945 alături de armatele sovietice (în verde)

Odată declarat războiul împotriva Axei, operațiunile militare ale forțelor terestre române împotriva Axei s-au desfășurat între 24 august 1944 (începând chiar de pe teritoriul României) și 7 mai 1945 (zona Chotěboř-Humpolec, la est de Praga). Potrivit lui Winston Churchill, „întoarcerea frontului român” și intrarea României în război de partea Aliaților au evitat moartea a sute de mii de soldați aliați și au accelerat sfârșitul celui de-Al Doilea Război Mondial cu șase luni, prin forțarea Wehrmacht-ului de a evacua Balcanii și Grecia. În timpul operațiunilor, pierderile germanilor s-au ridicat la 215.000 de militari, dintre care 100.000 au fost uciși și 115.000 au fost luați prizonieri de către români sau de Armata Roșie. Toți militarii germani luați prizonieri de armata română au fost predați, conform cerinței sovieticilor, Armatei Roșii, inclusiv cei care, făcând parte din minoritatea germană din România, erau cetățeni români..
După ce a luptat de ambele părți, dar mai mult de partea Axei (peste 3 ani, față de 8 luni de partea Aliaților), România a semnat  Tratatul de pace de la Paris în calitate de „țară învinsă”, în 1947. Cu toate acestea, pentru contribuția sa de partea aliaților, România, deși „învinsă”, a reușit să recupereze Transilvania de Nord, care, în urma Dictatului de la Viena din 1940, impus de Adolf Hitler, fusese alipită Ungariei. Mai mult, regele Mihai I a primit și Ordinul Victoriei, prin ordinul lui Iosif Stalin însuși.
După război, inversarea frontului românesc a fost în mare măsură ignorată în istoriografia occidentală, care prezintă pătrunderea sovieticilor în Balcani în august 1944 ca pe o simplă consecință a ofensivei generalilor Rodion Malinovski și Fiodor Tolbuhin din 20 august 1944, fără a menționa schimbarea de alianță a României. Pe de altă parte, Johannes Frießner, comandantul german al Grupului de Armate Sud, comentează pe larg „trădarea românilor”.

## Comandanți

### Puterile Axei
- Wehrmacht și Luftwaffe :
  - Johannes Frießner (comandant al Grupului de Armate Sud)
  - Walter Weiß (Armata a II-a, din Banat)
  - Maximilian Fretter-Pico (Armata a VI-a, din Muntenia, ulterior Transilvania de sud)
  - Hellmuth Reinhardt (Armata a VIII-a, din Moldova, ulterior Transilvania de nord)
  - Alexander Holle (Luftflotte 4)
- Ungaria:
  - Miklós Horthy
- România înainte de 23 august 1944:
  - Ion Antonescu
  - Petre Dumitrescu.

### Aliați
- Armata roșie (Al doilea și al treilea Front ucrainean[n 3]):
  - Rodion Malinovski
  - Fiodor Tolbuhin
- România înainte de 23 august 1944 (Diviziile «Tudor Vladimirescu» și «Horea, Cloșca și Crișan»):
  - Nicolae Cambrea
  - Iacob Teclu
- România începând cu 24 august 1944 :
  - Constantin Sănătescu
  - Gheorghe Avramescu
  - Nicolae Rădescu